# NCAA Football 2004
NCAA Football 2004 es un videojuego de fútbol americano lanzado en 2003 por EA Tiburon. Es el sucesor de NCAA Football 2003 en la serie NCAA Football. El jugador en la portada es el ex mariscal de campo de USC, Carson Palmer. El juego está disponible para jugar en la plataforma N-Gage. Los comentaristas son Brad Nessler, Kirk Herbstreit y Lee Corso. El juego es un juego de EA Sports Bio y es compatible con otros juegos con esa característica (como Madden NFL 2004 y NASCAR Thunder 2004, por ejemplo).

## Jugabilidad
La jugabilidad del juego es similar a la de NCAA Football 2003, pero con estadísticas de jugadores y plantillas actualizadas. Los jugadores pueden renombrar a los jugadores o crear su propio equipo universitario. Si el jugador nombra a la escuela igual que una de las escuelas en el juego, los locutores usarán su nombre y su himno en el juego. El juego presenta nuevas características de presentación en el campo, como jugadores saliendo de su área de vestuarios y luego entrando al campo detrás de un grupo de portabanderas. También incluye celebraciones de touchdown por parte de los jugadores, lo que puede resultar en una penalización por conducta antideportiva.

## Recepción
Las críticas del juego variaron según las consolas. Según el agregador de reseñas de videojuegos Metacritic, el lanzamiento para PlayStation 2 recibió "aclamación universal", mientras que las versiones para GameCube y Xbox recibieron críticas "generalmente favorables". En cambio, las reseñas para la versión de N-Gage fueron "promedio".
GameSpot nombró a NCAA Football 2004 como el mejor juego de PlayStation 2 de julio de 2003.
El juego vendió 550,000 copias en sus primeras dos semanas.